# ساكث مينني
ساكث مينني مواليد 19 أكتوبر 1987، هو لاعب كرة مضرب هندي بدأ مسيرته كمحترف سنة 2011 يلعب باليد اليمنى ويحتل حالياً المرتبة رقم. 166 (15 فبراير 2016) في تصنيف رابطة محترفي كرة المضرب. أعلى تصنيف له في الفردي كان المركز الـ 166 في سنة 2015. أعلى تصنيف له في الزوجي كان المركز الـ 118 في سنة 2015.

## روابط خارجية
- ساكث مينني على موقع رابطة محترفي التنس (الإنجليزية)
- ساكث مينني على موقع الاتحاد الدولي لكرة المضرب (الإنجليزية)
- ساكث مينني على موقع كأس ديفيز (الإنجليزية)
- ساكث مينني على موقع خلاصة التنس.كوم (الإنجليزية)
- ساكث مينني على موقع إي إس بي إن.كوم (الإنجليزية)